# 鄔烈
鄔烈（發音：[ɑ̃dʁe wɛlɛt]；1939年4月6日—），加拿大政治人物，加拿大自由黨籍。
就讀於渥太華大學及舒普基大學，專修法律。期間擔任學生會會長、加拿大學生聯會副會長。
1964年夏進入政界。1967年當選加拿大下議院議員。
1972至1974年任郵政署長。1974至1976年任消費者及企業事務部長。1974至1979年任城市事務國務部長。1978年9至11月署理勞工部長。1978至1979年任工務部長。
1980至1983年再度出任消費者及企業事務部長，其中1980至1981年兼任郵政署長。1983至1984年任勞工部長。1984年6至9月任經濟及區域發展國務部長。
1993年獲總理莊·克里純委任為外務卿兼專責國際法語國家組織部長。1995年外務卿一職更名為外交部長。1996年1月卸任。鄔氏雖缺乏國際關係方面之經驗，但以持節務實著稱。
1996年3月退出政壇。2004年8月12日從加拿大郵政退休。
加拿大圖書文獻庫藏有鄔烈的檔案全宗。

## 外部連結
- 鄔烈 – 加拿大国会传记

- André Ouellet fonds, Library and Archives Canada